# Philautus disgregus
Philautus disgregus és una espècie de granota que es troba a Malàisia.
Està amenaçada d'extinció per la pèrdua del seu hàbitat natural.